# 688
Năm 688 là một năm trong lịch Julius.

## Sinh
- Charles Martel